# St.-Jakobs-Kirche (Zürich)

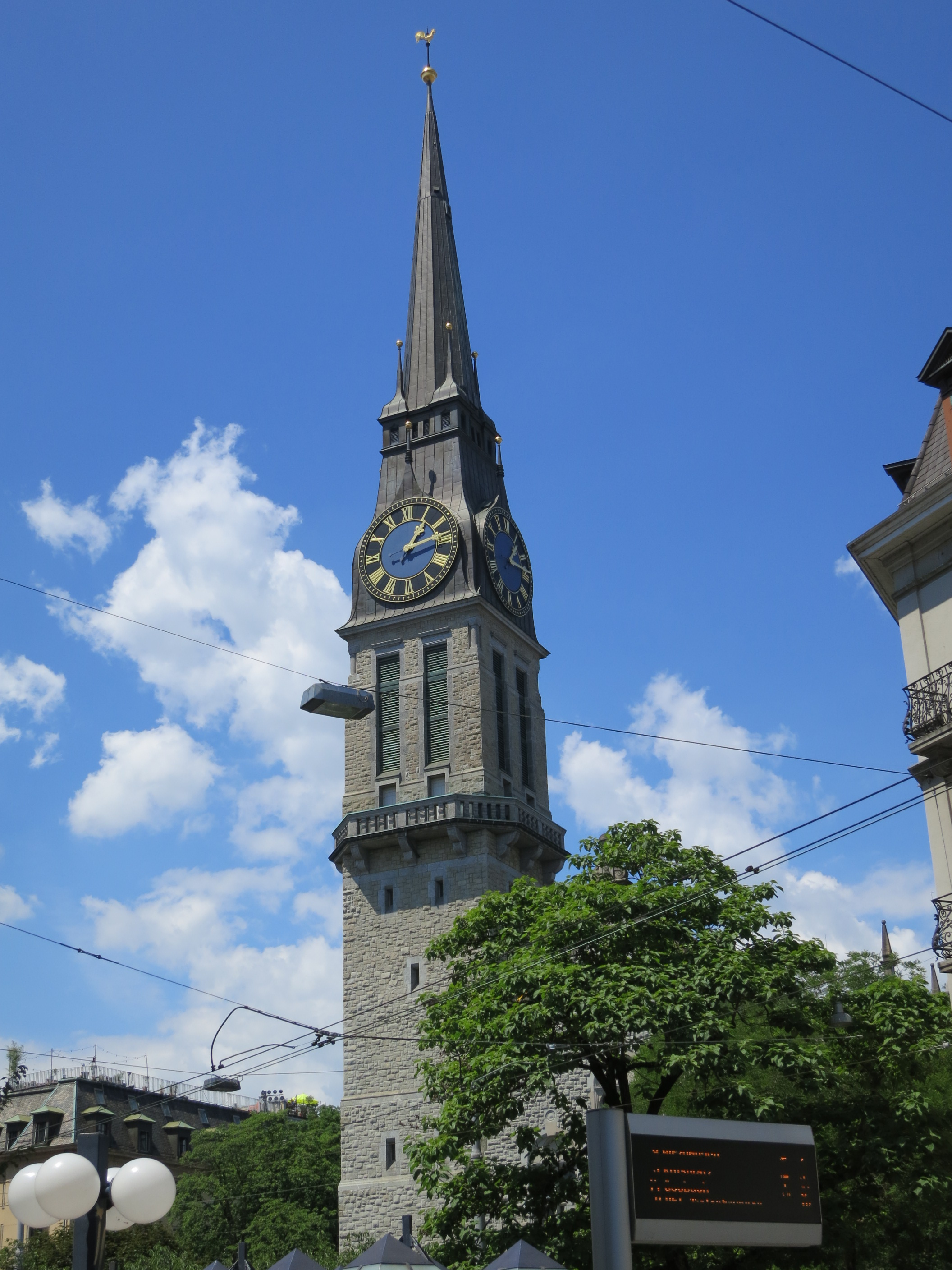
St.-Jakobs-Kirche

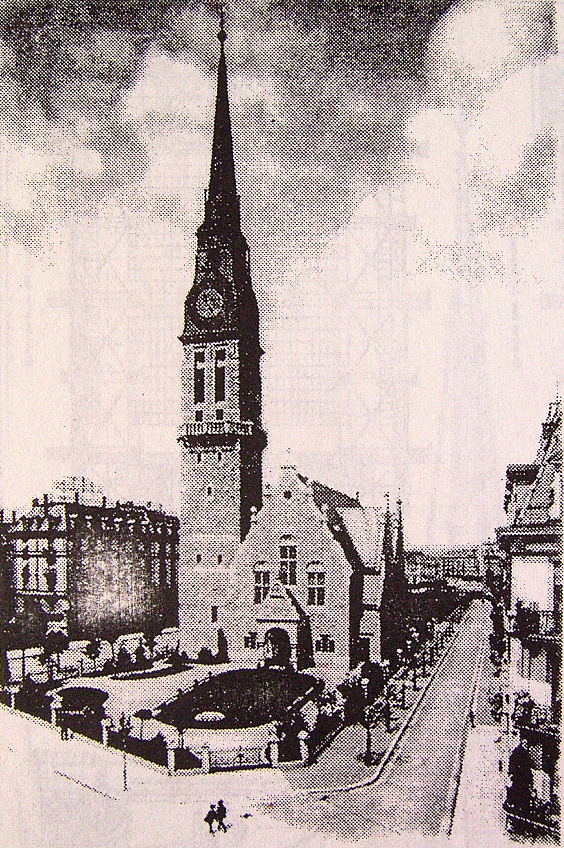
St. Jakob um 1905

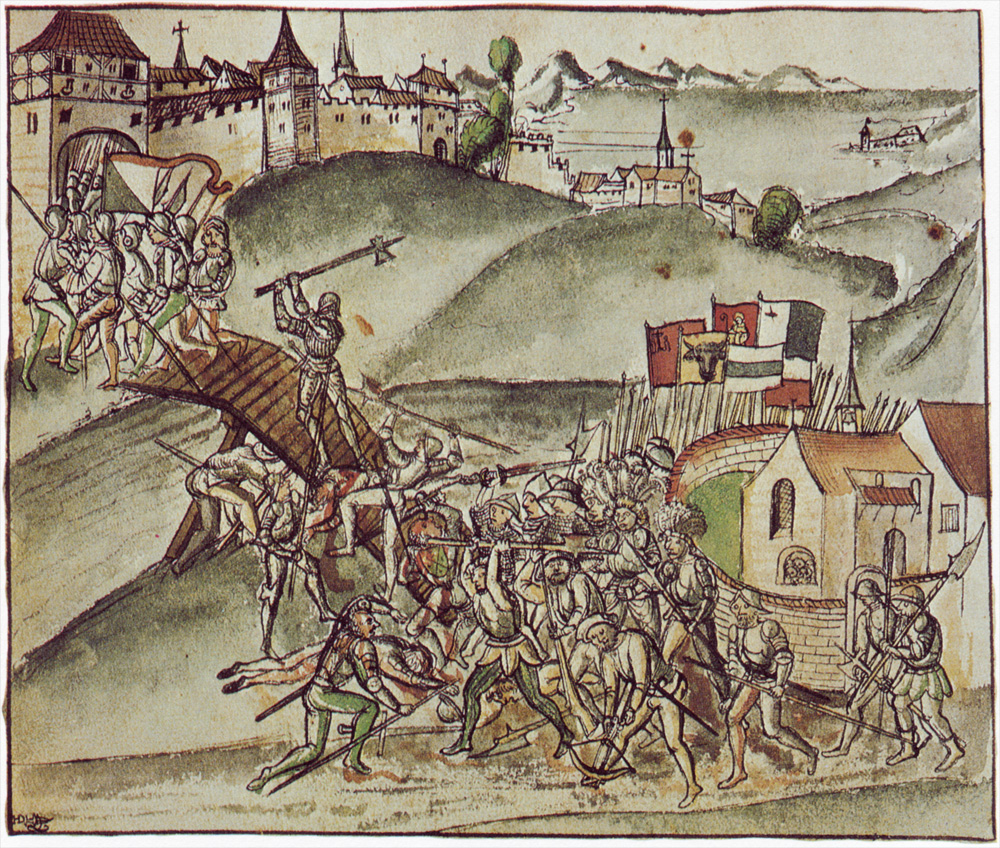
Schlacht bei St. Jakob an der Sihl während des Alten Zürichkriegs

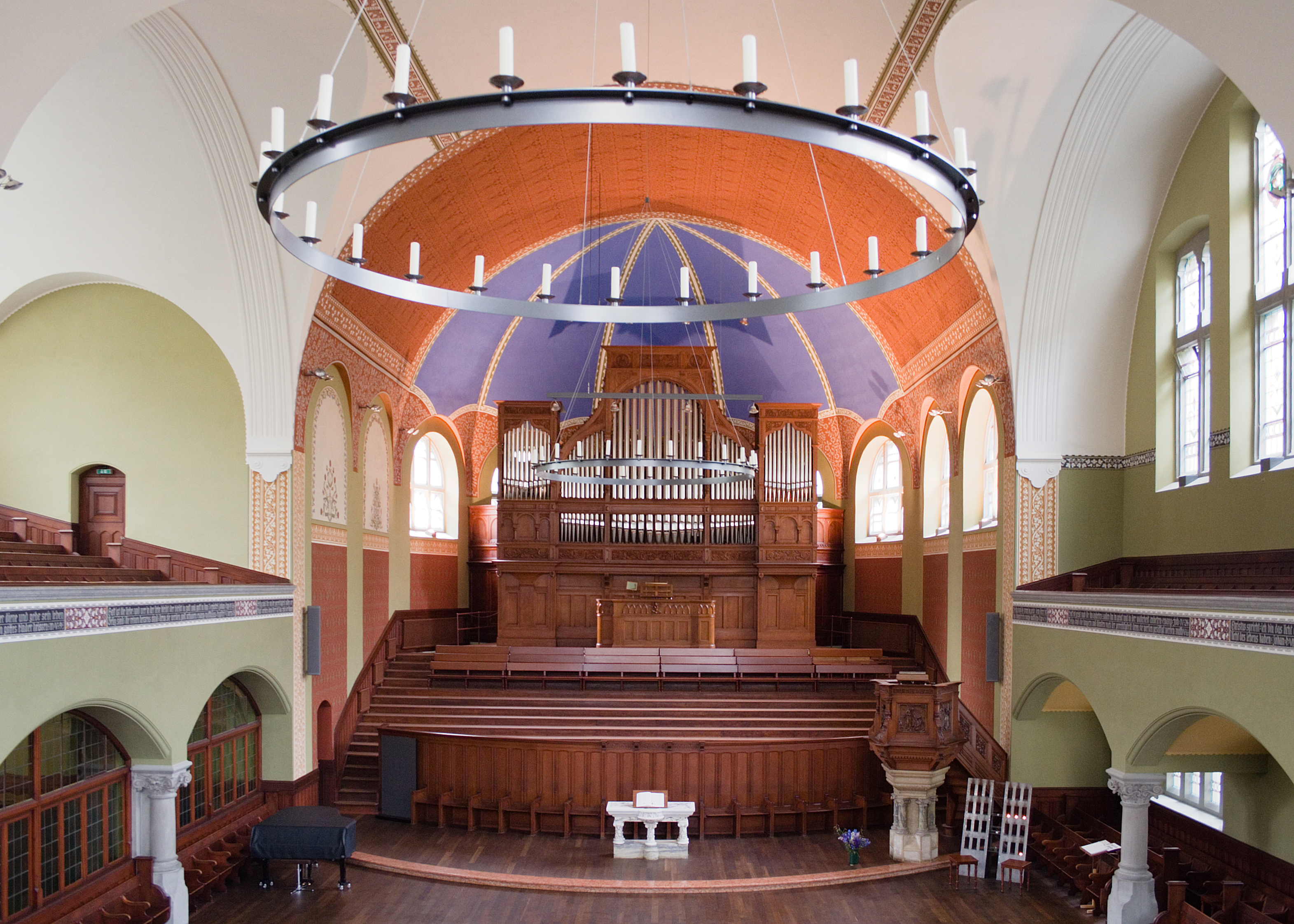
Innenansicht, mit Blick auf die große Orgel

Die St.-Jakobs-Kirche ist eine evangelisch-reformierte Kirche im Stadtteil Aussersihl in der Stadt Zürich. Sie steht an der Stauffacherstrasse 34 unmittelbar bei der Tramhaltestelle Stauffacher.

## Geschichte
Die Kirche wurde auf dem Friedhofsgelände des Vorgängerbaus, der Kapelle St. Jakob, erbaut, die 1902/03 abgetragen wurde. Diese Kapelle war zunächst Siechen-, dann Pfrundhaus gewesen. Ein Aquarell des Zürcher Zeichenlehrers Jakob Heinrich Reutlinger gibt den Zustand um 1850 wieder.
Die bis 1891 selbständige Gemeinde Aussersihl erlebte ab den 1860er Jahren einen Bauboom, da viele Zuwanderer aus der Schweiz und dem nahen Ausland in den Industrien von Zürich Arbeit fanden und wegen Platzmangels nicht in Zürich selber wohnen konnten. Für die wachsende reformierte Kirchgemeinde wurde das Bethaus aus den Jahren 1843 bis 1844, das an Stelle der heutigen Kirche St. Jakob gestanden hatte, zu klein, sodass sich ein Neubau aufdrängte. Als die 1874 eröffnete römisch-katholische Kirche St. Peter und Paul in unmittelbarer Nähe des alten reformierten Bethauses 1896 verlängert wurde und ihren 60 Meter hohen Frontturm erhielt, weckte das den Ehrgeiz der reformierten Kirchgemeinde, mit einem repräsentativen Neubau ihren Vorrang architektonisch zu untermauern. 1896 bis 1897 erfolgte ein international ausgeschriebener Architekturwettbewerb für die neue Kirche St. Jakob, welches das Bethaus ersetzen sollte. Den Wettbewerb gewannen die auf Kirchenbau spezialisierten Architekten Johannes Vollmer und Heinrich Jassoy aus Berlin. Nach ihren Plänen wurde das Gotteshaus zwischen 1899 und 1901 erbaut. Die Bauleitung hatten Hermann Stotz und Gottfried Held.
1937 bis 1938 wurde die Kirche unter Architekt Alfred Debrunner dem Zeitgeschmack entsprechend purifiziert. In den Jahren 2003 bis 2004 erfolgte eine Innenrenovation unter denkmalpflegerischen Aspekten, wodurch die Innengestaltung weitgehend dem ursprünglichen Zustand angeglichen wurde.
Heute hat die Kirche auch die Funktion einer Offenen Kirche als «Citykirche Offener St. Jakob».

## Baubeschreibung

### Äusseres und Lage
Die Kirche St. Jakob dominiert mit ihrer mächtigen Fassade den Stauffacher sowie die Kreuzung der Stauffacher- und Badenerstrasse. Vor der Kirche liegt eine kleine Grünanlage, durch die ein geschwungener Weg zum Hauptportal führt. Auch die übrigen Seiten sind von einem schmalen Grüngürtel umgeben, welcher von einer Sockelmauer und Hecken zum Strassenraum abgegrenzt wird. Das Gebäude ist im Baustil der deutschen Frührenaissance gehalten. Es besitzt hohe Renaissancegiebel aus Bruchsteinwänden, die Fenster im Langhaus sind als Zwillingsfenster, diejenigen des Chores als Thermenfenster gestaltet. Der stirnseitig, seitlich angebaute hohe Turm ist 86 Meter hoch und überragt damit den Kirchturm der nahe gelegenen katholischen Kirche St. Peter und Paul um 20 Meter. Das fünfstimmige Geläut erklingt in der Tonfolge As° c' es' f' as' und wurde 1901 von der Glockengiesserei Rüetschi erstellt. Hinter dem Turm verbirgt sich der einseitig ausgeführte Annexbau, in dem sich die Seitenempore und darunter die Unterrichtsräume befinden.
Die Kirche ist als kommunal schutzwürdig eingestuft (unterste der drei Stufen) und steht somit unter Denkmalschutz. Auch die Grünanlage ist ins Inventar der schützenswerten Gärten und Anlagen aufgenommen.

### Innenraum und Ausstattung
Der Innenraum ist von einem Tonnengewölbe überspannt. In den Seitenschiffen finden sich Emporen, welche den beschränkten Baugrund optimal ausnutzen, sodass die Kirche 1400 Sitzplätze bietet. Der Raum ist auf den Abendmahlstisch im Liturgiebezirk und auf die Sängertribüne samt Orgel ausgerichtet. Die Kanzel befindet sich zwar seitlich neben dem Liturgiebezirk, rückt aber bei vollbesetzter Kirche samt Emporen in die Mitte der versammelten Gemeinde, sodass das Gottesdienstgeschehen in reformierter Tradition auf die Kanzel und die Predigt ausgerichtet ist. Zur erhaltenen Ausstattung aus der Bauzeit gehören der Portikusgiebel, der Abendmahlstisch und der Kanzelfuss von Emil Schneebeli, die Kanzel mit den Reliefschnitzereien von Josef Regl, das Chorgestühl von Gustav Volkart sowie die Glasfenster von Heinrich Huber-Stutz.

### Orgel
Die Orgel wurde 1901 von dem Orgelbauer Kuhn (Männedorf) erbaut. Das Instrument besass ursprünglich 40 klingende Register und zwei Transmissionen auf drei Manualen samt Pedal. Die Winderzeugung erfolgte über einen Wassermotor. 1908 wurde dieser durch ein elektrisches Gebläse ersetzt. 1923 erfolgten eine Erweiterung der Disposition um acht Register, der Einbau der Oktavkoppeln und eines Registerschwellers. Auch wurde der Spieltisch umgebaut, der bis 1982 in der Mitte vor der Orgel stand. Ebenfalls reduzierte man den Winddruck auf 95 – 100 mmWS. 1930 wurde das Instrument um zehn Register erweitert, gemäss damaliger Sicht der Orgelbewegung. Vermutlich  baute man hierbei auch ein drittes Manual ein. 1950 erfolgte der Ersatz des Quintbass 10 2/3' durch einen Gedecktbass 8'. Nach einer Grundsanierung im Jahre 1966 wurde das Instrument 1983 erneut umgebaut, auf 72 Register erweitert und mit einer elektronischen Setzeranlage ausgestattet. Diese Grundsanierung erfolgte durch Orgelbau Genf AG, Genève. Die Orgel wurde mit einem Schleifladen-Positiv und einem vierten Manual erweitert. Der Werkaufbau und Disposition können wie folgt  charakterisiert werden: Das erste Manual ist ein barockes Positiv, das zweite Manual ein barockes Hauptwerk, bei romantischer Musik funktioniert das Hauptwerk wie ein Positiv einer Cavaillé-Coll Orgel. Über dieses Manual werden auch die Register im  alten Schwellwerk gespielt, wobei einzelne Soloregister (Flûte harmonique, Klarinette, Gambe und andere) ins Schwellwerk versetzt wurden. Das dritte Manual stellt ein französisches Schwellwerk mit vollständigem Prinzipalchor dar, das vierte Manual ein romantisches Hauptwerk. Es übernimmt bei Barockmusik ganz oder teilweise die Pedalfunktion. Das Pedal schliesslich ist vorwiegend ein romantisches Bassregister. Während der Kirchenrenovation von 2004 wurde der Spieltisch wieder an den ursprünglichen Standort in der Mitte vor der Orgel zurückversetzt. Im Jahr 2012 erfolgte eine Revision sowie der Umbau durch Orgelbau Thomas Wälti, Gümligen. Er baute einen neuen Spieltisch ein und fügte die eingelagerte Physharmonika wieder ein. Die Zuteilung der Werke zu den Manualen wurde neu organisiert. Die Disposition der heutigen Orgel entspricht nach wie vor der spätromantischen Tradition und eignet sich auch für französisch-symphonische Musik. Die beiden Werke im barocken Stil sind nicht mehr fest mit einem Manual verbunden, sie können neu jedem Manual frei zugeordnet werden.
| I Hauptwerk C–g3 (symphonisch) |       |
| Prinzipal                      | 16′   |
| Bourdon                        | 16′   |
| Diapason                       | 8′    |
| Flauto major                   | 8′    |
| Gambe                          | 8′    |
| Bourdon                        | 8′    |
| Cornett IV-V                   | 8′    |
| Oktave                         | 4′    |
| Flöte                          | 4′    |
| Oktavflöte                     | 2′    |
| Mixtur IV-V                    | 2 ⁄3′ |
| Bombarde                       | 16′   |
| Trompete                       | 8′    |
| Schalmei                       | 8′    |
| Klarina                        | 4′    |

| II Positiv C–g3 (symphonisch) |        |
| Pommer                        | 16′    |
| Flûte harmonique              | 8′     |
| Salicional                    | 8′     |
| Unda maris                    | 8′     |
| Gedackt                       | 8′     |
| Quintatön                     | 8′     |
| Traversflöte                  | 4′     |
| Gemshorn                      | 4′     |
| Quinte                        | 2 ⁄3′  |
| Waldflöte                     | 2′     |
| Terz                          | 1 3⁄5′ |
| Dulcian                       | 16′    |
| Trompete                      | 8′     |
| Klarinette                    | 8′     |
| Physharmonika                 | 8′     |
| Tremulant                     |        |

| III Récit C–g3 (symphonisch) |        |
| Gedackt                      | 16′    |
| Hornprinzipal                | 8′     |
| Wienerflöte                  | 8′     |
| Viola                        | 8′     |
| Dulcian                      | 8′     |
| Voix céleste                 | 8′     |
| Rohrgedackt                  | 8′     |
| Principal                    | 4′     |
| Fugara                       | 4′     |
| Blockflöte                   | 4′     |
| Nazard                       | 2 ⁄3′  |
| Piccolo                      | 2′     |
| Plein jeu III                | 2′     |
| Tierce                       | 1 3⁄5′ |
| Basson                       | 16'    |
| Trompette harmonique         | 8'     |
| Oboe                         | 8′     |
| Vox Humana                   | 8′     |
| Clairon                      | 4′     |
| Tremulant                    |        |

| I,II,III,IV Positiv C–g3 (barock) |        |
| Geigenprinzipal                   | 8′     |
| Holzgedackt                       | 8′     |
| Prinzipal                         | 4′     |
| Rohrflöte                         | 4′     |
| Quintflöte                        | 2 ⁄3′  |
| Doublette                         | 2′     |
| Terzflöte                         | 1 3⁄5′ |
| Larigot                           | 1 ⁄3′  |
| Scharf IV                         |        |
| Krummhorn                         | 8′     |
| Tremulant                         |        |

| I,II,III,IV Hauptwerk C–g3 (barock) |    |
| Prinzipal                           | 8′ |
| Oktave                              | 4′ |
| Oktave                              | 2′ |
| Mixtur IV                           | 8′ |
| Cymbel III                          | 1′ |
| Trompete                            | 8′ |

| Pedalwerk C–f1           |       |
| Principal (Verlängerung) | 32′   |
| Bourdon (Verlängerung)   | 32′   |
| Prinzipalbass            | 16′   |
| Subbass                  | 16′   |
| Echobass (Transmission)  | 16′   |
| Oktavbass                | 8′    |
| Cello                    | 8′    |
| Gedacktbass              | 8′    |
| Choralbass               | 4′    |
| Rauschquinte II          | 2 ⁄3′ |
| Posaune                  | 16′   |
| Trompete                 | 8′    |

- Koppeln:
  - Normalkoppeln: II/I, III/I, III/II, I/P, II/P, III/P, IV/P
  - Superoktavkoppeln: II/I, II/II, III/I, III/II, III/III, I/P, II/P, III/P
  - Suboktavkoppeln: II/I, II/II, III/I, III/II, III/III, I/P, II/P, III/P
- Spielhilfen: Crescendo, Tutti, 256facher elektronischer Setzer